# Membracis zonata
Membracis zonata är en insektsart som beskrevs av Leon Fairmaire. Membracis zonata ingår i släktet Membracis och familjen hornstritar. Inga underarter finns listade i Catalogue of Life.